# Никола Гимиджийски
Никола Гимиджийски е български политик.

## Биография
Роден е през 1854 година в град Троян. От 1862 до 1869 година учи в родния си град. Народен представител е в X и XI народно събрания. В периода 1902 – 1911 година е член на Демократическата партия и подпредседател на XIV ОНС. През 1910 година основава Популярна банка в Троян и става неин председател. Умира на 27 февруари 1932 година в родния си град.